# Architectural Association School of Architecture
La Architectural Association (conocida también como "AA School of Architecture") es la escuela independiente de arquitectura más antigua en el Reino Unido, y una de las escuelas de arquitectura más prestigiosas y con mayor competitividad del mundo. Fue fundada por dos jóvenes arquitectos (Robert Kerr de 19 años y Charles Grey de 24) en 1847 con la intención de ofrecer una educación autónoma e independiente. Sus estudiantes fueron guiados por varias figuras eminentes de su tiempo, como John Ruskin y George Gilbert Scott.
La escuela se estableció formalmente en 1890. En 1901, trasladó sus dependencias al antiguo Museo Real de Arquitectura Royal Architectural Museum. En 1920, se mudó nuevamente, a su ubicación actual en Bedford Square, en el centro de Londres (aunque posteriormente adquirió sedes adicionales en John Street y en un espacio en el Hooke Park en Dorset). Tras 150 años, la AA atrae a estudiantes provenientes de más de cincuenta países de todo el mundo.
Los cursos han sido divididos en dos categorías, los programas de pregrado conducentes al título de Arquitecto (AA Diploma); y los programas de postgrado, los cuales se enfocan en cursos especializados en paisajismo, vivienda y urbanismo, energía y medio ambiente, historia y teoría, laboratorio de diseño como cursos menores de restauración, conservación, jardines y medio ambiente. Por ejemplo, el celebrado en la edición de 1954-55 sobre Arquitectura Tropical. Desde su fundación, la escuela ha continuado concibiendo su equipo docente a partir de progresivas prácticas profesionales en todo el mundo, siendo reasignados anualmente, con el fin de generar una regeneración continua de la exploración arquitectónica.

## Alumnos
- Will Alsop
- Geoffrey Bawa
- Cristiano Ceccato
- David Chipperfield
- Peter Cook
- Edward Cullinan
- Minnette de Silva
- Robin Evans
- Kenneth Frampton
- John Frazer
- Piers Gough
- Sir Nicholas Grimshaw
- Zaha Hadid
- Thomas Hardy
- Louisa Hutton
- Janek Konarski
- Rem Koolhaas
- Denys Lasdun
- Amanda Levete
- Paula Nascimento, arquitecta y comisaria de arte angoleña.[2]
- John Pawson
- Cedric Price
- Richard Rogers
- Peter Salter
- Juan Carlos Sanabria
- Matthias Sauerbruch
- Quinlan Terry
- Michael Ventris

## Profesores
- Liliana A. Rabadan
- Hugo Mamas
- Daniel Guzmán
- Abalos&Herreros
- David Adjaye
- Wiel Arets
- Ben van Berkel
- Reg Butler
- Robin Evans
- John Frazer
- Daniel Libeskind
- Farshid Moussavi
- Alejandro Zaera Polo
- Cedric Price
- Dennis Sharp
- Peter Smithson
- Bernard Tschumi
- Dalibor Vesely
- Elia Zenghelis
- Sauerbruch Hutton
- Madelon Vriesendorp[3]